# Spółdzielnia Pracy „Skala”
Spółdzielnia Pracy „Skala” – przedsiębiorstwo znane głównie z produkcji przyborów i pomocy kreślarskich, znajdujące się w Warszawie w dzielnicy Wola przy ul. Gizów 6.

## Historia

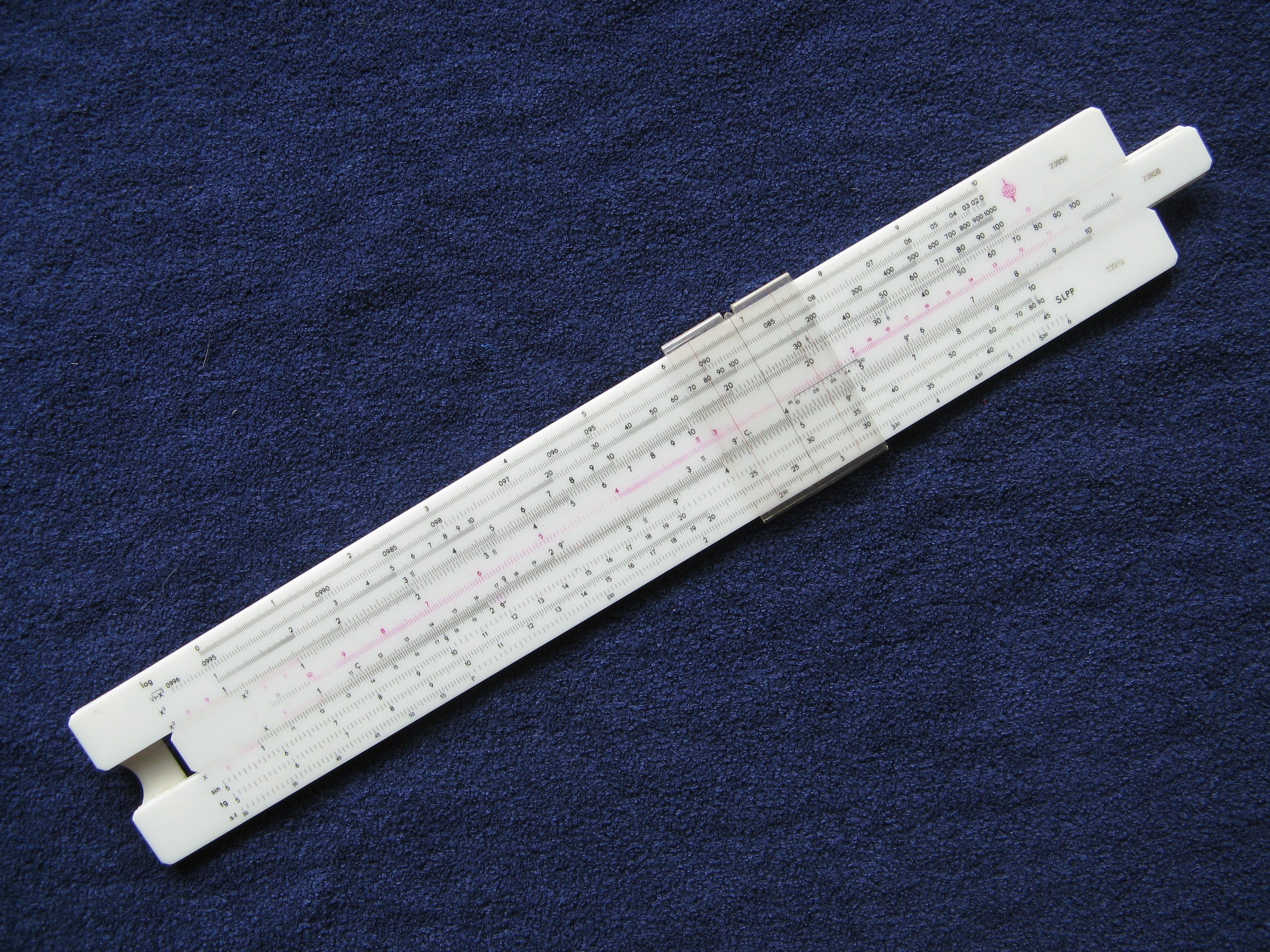
Suwak logarytmiczny firmy Skala, model SLPP

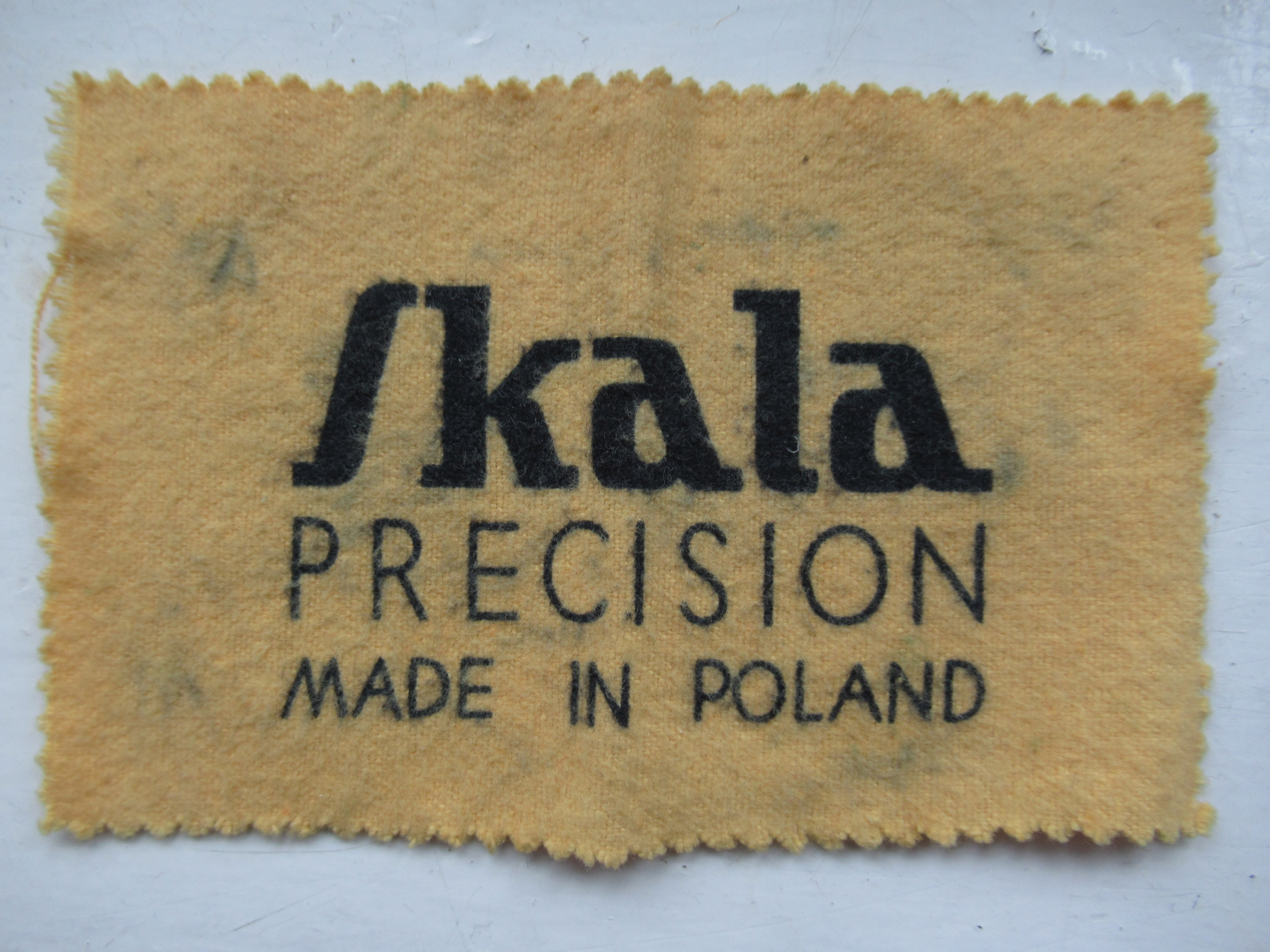
Ściereczka dodawana do zestawu przyrządów kreślarskich z logo firmy (lata 80. XX w.)

Skala powstała po II wojnie światowej na bazie utworzonego w 1929 r. przedsiębiorstwa „St. Szymański i K. Cygański”, które zajmowało się początkowo zaopatrzeniem w sprzęt kreślarski z importu, powoli stając się producentem. W latach 1955–1980 jedyny w Polsce producent suwaków logarytmicznych.

## Zakres działalności
Skala jest obecnie jedynym w Polsce producentem cyrkli technicznych i precyzyjnych, w ofercie posiada też własnej produkcji przybory i pomoce kreślarskie z tworzywa sztucznego oraz małe i średnie stanowiska kreślarskie, szczególnie dla wyposażenia szkolnych pracowni technicznych.
Spółdzielnia zajmuje się produkcją, handlem i usługami i posiada sieć własnych sklepów firmowych.